# César Sánchez
César Sánchez Domínguez, född 2 september 1971, är en spansk fotbollsmålvakt. Den 2 juni 2011 skrev César Sánchez på för Villareal CF. Han har spelat en landskamp för Spanien. Han har även spelat i klubbar som Real Madrid, Real Zaragoza, Tottenham och Valencia.
.

## Fotnoter
1. ↑  transfermarkt.com, transfermarkt.com spelar-ID: 7510, läst: 9 oktober 2017.[källa från Wikidata]
2. ↑  Base de Datos del Futbol Argentino, BDFA spelar-ID: 52990.[källa från Wikidata]